# 결애 : 천년의 사랑
《결애 : 천년의 사랑》(结爱·千岁大人的初恋)은 2018년 방송되었던 중국의 드라마이다.

## 소개
- 평범하고 선량한 잡지사 인턴 기자가 신비로운 여우족 제사장과 얽히며 벌어지는 이야기를 담은 드라마

## 등장 인물
- 빅토리아 - 관피피 역
- 황징위 - 허란징틴 역
- 쉬카이청 - 도가린 역
- 허방의 (许芳铱) - 전흔 역
- 이신 (李燊) - 수한 역
- 이가명 (李嘉铭) - 조관영 역
- 유영희 (刘泳希) - 신소국 역
- 장보자 - 도산천화 역
- 강기린 (江奇霖) - 조송 역
- 부가 (傅迦) - 관자동 역
- 전묘 (田淼) - 이화영 역